# Atanazja (roślina)
Atanazja, szczerbiszek (Athanasia L.) – rodzaj roślin należący do rodziny astrowatych. Obejmuje 39–41 gatunków. Rośliny te występują w Południowej Afryce i Namibii (w tym drugim kraju tylko jeden gatunek – A. minuta). Największe zróżnicowanie gatunkowe jest w Prowincji Przylądkowej Zachodniej. Rośliny z tego rodzaju są uprawiane jako ozdobne.

## Morfologia
PokrójKrzewy i krzewinki.
LiścieSkrętoległe, rzadziej naprzeciwległe, całobrzegie do pierzastopodzielonych, u niektórych gatunków mięsiste.
KwiatyZebrane w koszyczki siedzące pojedynczo wzdłuż pędów lub wyrastające na długich szypułach i skupione w gęste baldachogrona. Okrywa walcowata, półkulista lub kulista, do urnowatej z listkami w 2 do 5 rzędach. Osadnik płaski lub wypukły. Poszczególne kwiaty obupłciowe, z 5-ząbkową koroną barwy żółtej lub białawej.
OwoceNiełupki jajowate lub walcowate, na przekroju okrągłe z 5–12 ostrymi żebrami lub spłaszczone i wówczas z dwoma bocznymi i jednym grzbietowym żebrem.

## Systematyka
Rodzaj z rodziny astrowatych, w obrębie której zaliczany jest do podrodziny Asteroideae, plemienia Anthemideae i podplemienia Athanasiinae.
Wykaz gatunków
- Athanasia adenantha (Harv.) Källersjö
- Athanasia alba Källersjö
- Athanasia argentea R.F.Powell & Magee
- Athanasia bremeri Källersjö
- Athanasia calophylla Källersjö
- Athanasia capitata (L.) L.
- Athanasia cochlearifolia Källersjö
- Athanasia crenata (L.) L.
- Athanasia crithmifolia (L.) L.
- Athanasia cuneifolia Lam.
- Athanasia dentata (L.) L.
- Athanasia elsiae Källersjö
- Athanasia filiformis L.f.
- Athanasia flexuosa Thunb.
- Athanasia grandiceps Hilliard & B.L.Burtt
- Athanasia gyrosa R.F.Powell & Magee
- Athanasia hirsuta Thunb.
- Athanasia humilis Källersjö
- Athanasia imbricata Harv.
- Athanasia inopinata (Hutch.) Källersjö
- Athanasia juncea D.Dietr.
- Athanasia leptocephala Källersjö
- Athanasia linifolia Burm.f.
- Athanasia microcephala D.Dietr.
- Athanasia microphylla DC.
- Athanasia minuta (L.f.) Källersjö
- Athanasia oocephala (DC.) Källersjö
- Athanasia pachycephala DC.
- Athanasia pectinata L.f.
- Athanasia pinnata L.f.
- Athanasia pubescens (L.) L.
- Athanasia quinquedentata Thunb.
- Athanasia rugulosa E.Mey. ex DC.
- Athanasia scabra Thunb.
- Athanasia sertulifera DC.
- Athanasia spathulata D.Dietr.
- Athanasia tomentosa Thunb.
- Athanasia trifurcata (L.) L.
- Athanasia vestita Druce
- Athanasia virgata Jacq.
- Athanasia viridis Källersjö